# (7881) Schieferdecker
(7881) Schieferdecker est un astéroïde de la ceinture principale.

## Description
(7881) Schieferdecker est un astéroïde de la ceinture principale. Il fut découvert le 2 septembre 1992 à La Silla par Eric Walter Elst. Il présente une orbite caractérisée par un demi-grand axe de 2,93 UA, une excentricité de 0,12 et une inclinaison de 2,8° par rapport à l'écliptique.

## Compléments